# Cléville (Seine-Maritime)
Cléville település Franciaországban, Seine-Maritime megyében. Lakosainak száma 139 fő (2022. január 1.). Cléville Alvimare, Écretteville-lès-Baons, Foucart és Terres-de-Caux községekkel határos.

## Népesség
A település népességének változása:
| Lakosok száma | 161  | 160  | 162  | 159  | 155  | 154  | 149  | 144  | 139  |
|               | 2013 | 2015 | 2016 | 2017 | 2018 | 2019 | 2020 | 2021 | 2022 |